# Jane Austen a gâché ma vie
Pour plus de détails, voir Fiche technique et Distribution.
Jane Austen a gâché ma vie est une comédie sentimentale française réalisée par Laura Piani et sortie en 2024,.

## Synopsis
Agathe Robinson (Camille Rutherford) travaille dans la librairie Shakespeare and Company, spécialisée en littérature anglaise, avec Félix (Pablo Pauly). Célibataire depuis plusieurs années, elle souffre de son manque de vie amoureuse et sexuelle, et se perd dans des rêveries en lisant Jane Austen dont elle est une grande admiratrice. Écrivaine en herbe, elle a à son actif plusieurs débuts de manuscrits prometteurs, mais n'arrive jamais à les terminer. Un jour, elle est invitée à la résidence d'auteurs Jane Austen Residency en Angleterre. C'est une ruse de Félix, qui a lu son travail et a été si convaincu qu'il a décidé d'envoyer son manuscrit, sans le lui dire, à cette résidence, pour lui redonner confiance en elle et la pousser à continuer. Agathe, qui n'a aucune estime d'elle-même, hésite beaucoup à partir. Elle et Félix flirtent de plus en plus. Le jour du départ, ils s'embrassent sur le quai du ferry. Agathe part le moral gonflé à bloc.
L'arrivée la fait déchanter lorsqu'elle rencontre Oliver, fils des propriétaires de la résidence et descendant indirect de Jane Austen, qui s'avère élégant mais prétentieux et persuadé que l'œuvre d'Austen est surfaite. Sur la route de la résidence, la voiture d'Oliver tombe en panne en pleine forêt, dans une zone blanche, à la nuit tombée, ne laissant d'autre choix aux deux passagers que de passer la nuit dans le véhicule en se regardant en chiens de faïence. Le lendemain, Agathe et Oliver arrivent enfin à la Jane Austen Residency où Agathe est accueillie chaleureusement par les propriétaires et s'émerveille pour la beauté du bâtiment et du parc qui l'entoure. Le comble de l'embarras avec Oliver est atteint lorsqu'Agathe, voulant prendre une douche, entre nue dans la chambre d'Oliver, voisine de la sienne, en croyant entrer dans la salle de bains. Les deux voisins s'évitent les jours suivants. La résidence commence. Agathe noue une amitié avec les deux propriétaires, mais se sent très intimidée par les autres résidents qui sont des auteurs confirmés, aux projets bien plus ambitieux que son propre manuscrit qui n'est qu'une simple histoire d'amour. Elle souffre d'un syndrome de l'imposteur et se demande ce qu'elle fait là. Ses préoccupations amoureuses achèvent de la distraire, car Félix ne répond pas à ses appels et sa relation avec Oliver devient plus ambiguë. Oliver et elle se rapprochent à la faveur de promenades et de confidences mutuelles ; leurs préjugés respectifs laissent place à des sentiments naissants. Agathe peut oublier un peu ses soucis en se liant d'amitié avec deux autres résidentes. Un soir, après avoir bu, Oliver et elle sont sur le point de passer la nuit ensemble, mais ils sont trop épuisés et ivres tous les deux ; Oliver ramène Agathe dans sa chambre et la laisse dormir. Le lendemain, Félix arrive sans prévenir, très amoureux, et réveille Agathe, quelque peu déçue de découvrir que l'homme qui la réveille n'est pas Oliver. C'est le jour du bal où chacun doit danser vêtu de costumes datant du temps de Jane Austen, prêtés par la résidence. Agathe tente de se rapprocher de Félix et, le soir, danse avec les deux hommes, mais elle sent que sa relation avec Félix ne va nulle part. Elle décide de quitter la résidence le lendemain à l'aube, avant le moment de la lecture publique de son travail, car elle n'a réussi à rien écrire. Le matin de son départ, elle se confie à la propriétaire, qui lui assure que ce type de blocage d'écriture est banal et est arrivé à bien des gens avant elle. Agathe reste décidée à partir.
Rentrée en France, Agathe s'installe seule chez elle, et arrive progressivement à se remettre à son manuscrit. Son travail terminé, elle l'envoie à une maison d’édition en Angleterre, tout en écrivant une carte postale à Oliver pour lui faire savoir qu’elle avait suivi son conseil : « retrouver ses ruines ». Sa relation avec Félix en restera à une simple amitié. Un soir, à la librairie, pendant une soirée de lecture de poésie, Agathe a la surprise de découvrir parmi le public Oliver, venu la retrouver. Ils s'avouent leurs sentiments. Agathe a enfin surmonté son manque d'estime d'elle-même, elle est capable de terminer un manuscrit et sa vie amoureuse ne passe plus seulement par les romans.

## Fiche technique
Sauf indication contraire, les informations mentionnées dans cette section peuvent être confirmées par les bases de données cinématographiques IMDb et Allociné,  présentes dans la section « Liens externes ».
- Titre original : Jane Austen a gâché ma vie
- Réalisation : Laura Piani[1]
- Scénario : Laura Piani
- Musique : Peter von Poehl et Martin Caraux
- Décors : Agnès Séry
- Costumes : Namiko Kobayashi et Flore Vauvillé
- Photographie : Pierre Mazoyer
- Son : Lucas Héberlé, Carole Verner et Déborah Drelon
- Montage : Floriane Allier
- Production : Gabrielle Dumon
- Sociétés de production : Les Films du Veyrier, Pictanovo et Sciapode
- Sociétés de distribution : Paname Distribution et The Bureau Sales
- Pays de production :  France
- Langue originale : français et anglais
- Format : couleur
- Genre : comédie sentimentale
- Durée : 94 minutes
- Dates de sortie :
  - Canada : 6 septembre 2024 (Toronto)
  - France : 
    - 12 octobre 2024 (Saint-Jean-de-Luz)
    - 22 janvier 2025 (en salles)

## Distribution
- Camille Rutherford : Agathe Robinson, libraire chez Shakespeare and Company
- Pablo Pauly : Félix, meilleur ami et collègue d'Agathe
- Charlie Anson : Oliver, fils de Beth et Todd
- Liz Crowther : Beth
- Alan Fairbarn : Todd, propriétaire de la Jane Austen Residency
- Annabelle Lengronne : Cheryl, invitée de la Jane Austen Residency
- Lola Peploe : Olympia, autre invitée
- Alice Butaud : Mona, sœur d'Agathe
- Laurence Pierre : Rosemarie
- Roman Angel : Tom, fils de Mona et neveu d'Agathe
- Frederick Wiseman : le poète (dernière scène)

## Conception du film

### Scénario
Jane Austen a gâché ma vie est le premier film de Laura Piani, scénariste de formation. Piani avait écrit auparavant des scénarios très sombres et souhaitait raconter une histoire plus légère. Elle s'inspire en partie de sa propre expérience pour les scènes tournées à la librairie Shakespeare & Co. Le film est de conception française mais, du fait de son intrigue partagée entre la France et le Royaume-Uni, il est de facto bilingue français et anglais.

### Tournage
Le tournage a lieu du 17 octobre au 30 novembre 2023. Certaines scènes du film sont tournées dans la librairie Shakespeare & Co, dans laquelle la réalisatrice avait travaillé. Ces scènes sont tournées de nuit afin de ne pas faire fermer la librairie dans la journée.

### Musique
La bande originale du film est composée par le compositeur suédois Peter von Poehl.

## Accueil

### Accueil critique
L'hebdomadaire Télérama salue une comédie "pleine d'esprit" où l'actrice principale Camille Rutherford est "délicieusement piquante". Mêmes éloges pour Camille Rutherford dans La Croix, qui apprécie plus généralement "une fantaisie tendrement désespérée" et la capacité du film à tour à tour reprendre ou pulvériser les codes de la comédie romantique. Le quotidien Le Parisien compare le personnage principal à "une Bridget Jones intello et doucement torturée" mais regrette que le film s'essouffle dans sa seconde moitié. Pour le journal Le Monde, le film constitue une "une reviviscence de la comédie romantique à l’anglaise", mais ne s'écarte pas de la formule du genre, ce qui rend l'intrigue prévisible. Libération signe une critique en demi-teinte, jugeant le film "sans accroc ni piquant", porté par l'interprétation de Camille Rutherford et par la qualité de l'image assurée par la directrice de la photographie Pierre Mazoyer, mais déplorant que le film ne joue pas davantage avec les codes du genre. Pour L'Humanité, le film "détourne la vie des héroïnes de Jane Austen avec beaucoup d’amusement et un peu de prévisibilité". La Voix du Nord estime que le film pioche autant dans Coup de foudre à Notting Hill que chez Bridget Jones, mais déplore une "tonalité très feutrée, très Rive gauche" qui "bride" la fantaisie du résultat.
En Suisse, le quotidien Le Temps trouve que l'humour du film ne vole pas très haut, mais qu'il vaut le détour pour l'interprétation de Camille Rutherford.

### Box office
En France, le film sort le 22 janvier 2025. Exploité dans 105 salles en première semaine, il attire environ 42 500 personnes. Étendu à 145 salles en deuxième semaine, il engrange environ 27 200 nouvelles entrées pour un total cumulé d'environ 69 800 entrées en deux semaines.